# Milorad B. Protić
| Felfedezett kisbolygók: 7 | Felfedezett kisbolygók: 7 | Felfedezett kisbolygók: 7 |
| ------------------------- | ------------------------- | ------------------------- |
| 1517 Beograd              | 1938. március 20.         |                           |
| 1550 Tito                 | 1937. november 29.        |                           |
| 1554 Yugoslavia           | 1940. szeptember 6.       |                           |
| 1564 Srbija               | 1936. október 15.         |                           |
| 1675 Simonida             | 1938. március 20.         |                           |
| 2244 Tesla                | 1952. október 22.         |                           |
| 2348 Michkovitch          | 1939. január 10.          |                           |

Milorad B. Protić (Belgrád, 1911. augusztus 6. – Belgrád, 2001. október 29.) szerb csillagász.

## Munkássága
Csak egy maréknyi aszteroidát fedezett fel élete során. Az 1675 Simonida nevét Simonida, István Milutin középkori szerb király feleségéről kapta. A 2348 Michkovitch Vojislav V. Mičković-ról kapta a nevét, aki a Szerb Tudományos Akadémia tagja, és a Belgrádi Csillagászati Obszervatórium vezetője volt. A 22278 Protitch kisbolygót Henri Debehogne fedezte fel, de Protić-ról kapta a nevét, míg az 1724 Vladimir az unokájáról kapta a nevét. Az 5397 Vojislava a lányról kapta a nevét, aki háromszor volt a Belgrádi Csillagászati Obszervatórium igazgatója, és folytatta apja kutatásait a kisbolygókkal kapcsolatban férjével és fiával együtt.